# フィッシャーズのバラエティ革命TV
『フィッシャーズのバラエティ革命TV』（フィッシャーズのバラエティかくめいティービー）は、2020年1月25日から2月15日までAbemaTVで配信されたバラエティ番組。正式な番組名はスポンサー名を含む『SUUMO Presents #スーモくん通ります フィッシャーズのバラエティ革命TV』

## 内容
YouTuber集団・フィッシャーズとダチョウ倶楽部が出演するバラエティ番組。ダチョウ倶楽部の定番ネタを、フィッシャーズがYouTuberとしてのネタを加え、新しい笑いを生み出そうという企画。土曜 22:30 - 22:35配信の5分番組。リクルート住まいカンパニーの1社提供番組であり、番組内にもスーモくんが登場する。
第1回配信時点で平均年齢25歳のフィッシャーズと、平均年齢57歳のダチョウ倶楽部は親子ほど年齢差があり、お互いのネタをミックスする感覚を「革命」と称している。

## 出演者
- フィッシャーズ（シルクロード、マサイ、ンダホ、モトキ、ダーマ、ザカオ、）[4]
- ダチョウ倶楽部（肥後克広、寺門ジモン、上島竜兵）

## スタッフ
- 企画協力：伊藤健人、花木誠、青盛芙久美
- 広告：山本恵梨子、堀池彩恵、岡野弥生
- AP：桐原悠太
- FD：伊藤杏
- 総合演出：小田切大輔
- プロデューサー：尾崎拓、天野雄太、堀越領華、川崎聡太
- 制作協力：イースト・ファクトリー[2]、トボガン
- 製作著作：AbemaTV